# Стормстаун (Пенсилванија)
Стормстаун (енгл. Stormstown) насељено је место без административног статуса у америчкој савезној држави Пенсилванија.

## Демографија
По попису из 2010. године број становника је 2.366, што је 764 (47,7%) становника више него 2000. године.
| Група             | 2000.         | 2010.         |
| Белци             | 1.576 (98,4%) | 2.274 (96,1%) |
| Афроамериканци    | 3 (0,2%)      | 12 (0,5%)     |
| Азијати           | 0 (0,0%)      | 22 (0,9%)     |
| Хиспаноамериканци | 7 (0,4%)      | 29 (1,2%)     |
| Укупно            | 1.602         | 2.366         |